# 春木ひなた
春木 ひなた（はるき ひなた、8月26日 - ）は、日本の女優。兵庫県出身。

## 出演

### テレビドラマ
- ドクターXスピンオフ「ドクターエッグス」レギュラーキャスト　三条麻由佳役
- TBSテレビ「着飾る恋には理由があって」
- TBSテレビ「ドラゴン桜」
- NHK朝ドラ「おかえりモネ」
- NHK「半径5メートル」
- EX「レンアイ漫画家」
- TBSテレビ「恋する母たち」
- TBSテレビ「オー!マイ・ボス!恋は別冊で」
- MBS 「RISKY」
- テレビ東京「怪奇恋愛作戦」
- 日本テレビ「家庭教師のトラコ」
- TBS系日曜劇場「オールドルーキー」
- フジテレビ「競争の番人」出演
- テレビ朝日「仮面ライダーリバイス 」
- フジテレビ「元彼の遺言状」出演
- 日本テレビ「祈りのカルテ～研修医の謎解き診察記録～」
- テレビ朝日「推しが武道館いってくれたら死ぬ」
- TOKYO MX「デブとラブと過ちと！」
- TBSテレビ「君の花になる」
- 日本テレビ「家庭教師のトラコ」

### その他テレビ番組
- 日本テレビ「THE突破ファイル」サウナ店員役
- EX「痛快TVスカッとジャパン」美容師役